# Ille-sur-Têt
Ille-sur-Têt (Illa) – miejscowość i gmina we Francji, w regionie Oksytania, w departamencie Pireneje Wschodnie.
Według danych na rok 1990 gminę zamieszkiwało 5095 osób, a gęstość zaludnienia wynosiła 161 osób/km² (wśród 1545 gmin Langwedocji-Roussillon Ille-sur-Têt plasuje się na 58. miejscu pod względem liczby ludności, natomiast pod względem powierzchni na miejscu 164.).

## Zabytki
Zabytki na terenie gminy posiadające status monument historique:
- kaplica Casenoves (Chapelle de Casenoves)
- kaplica św. Maurycego (Chapelle Saint-Maurice d'Ille-sur-Têt)
- krzyż cmentarny (Croix de cimetière d'Ille-sur-Têt)
- kościół karmelitów (Église des Carmes d'Ille-sur-Têt)
- kościół La Rodona (Église de la Rodona)
- kościół św. Szczepana (Église Saint-Étienne d'Ille-sur-Têt)
- przytułek św. Jakuba (Hospice Saint-Jacques)
- Hôtel d'Ardena
- dom przy 4, rue des Enamourats
- klasztor św. Klemensa de Reglella (Monastère Saint-Clément de Reglella)

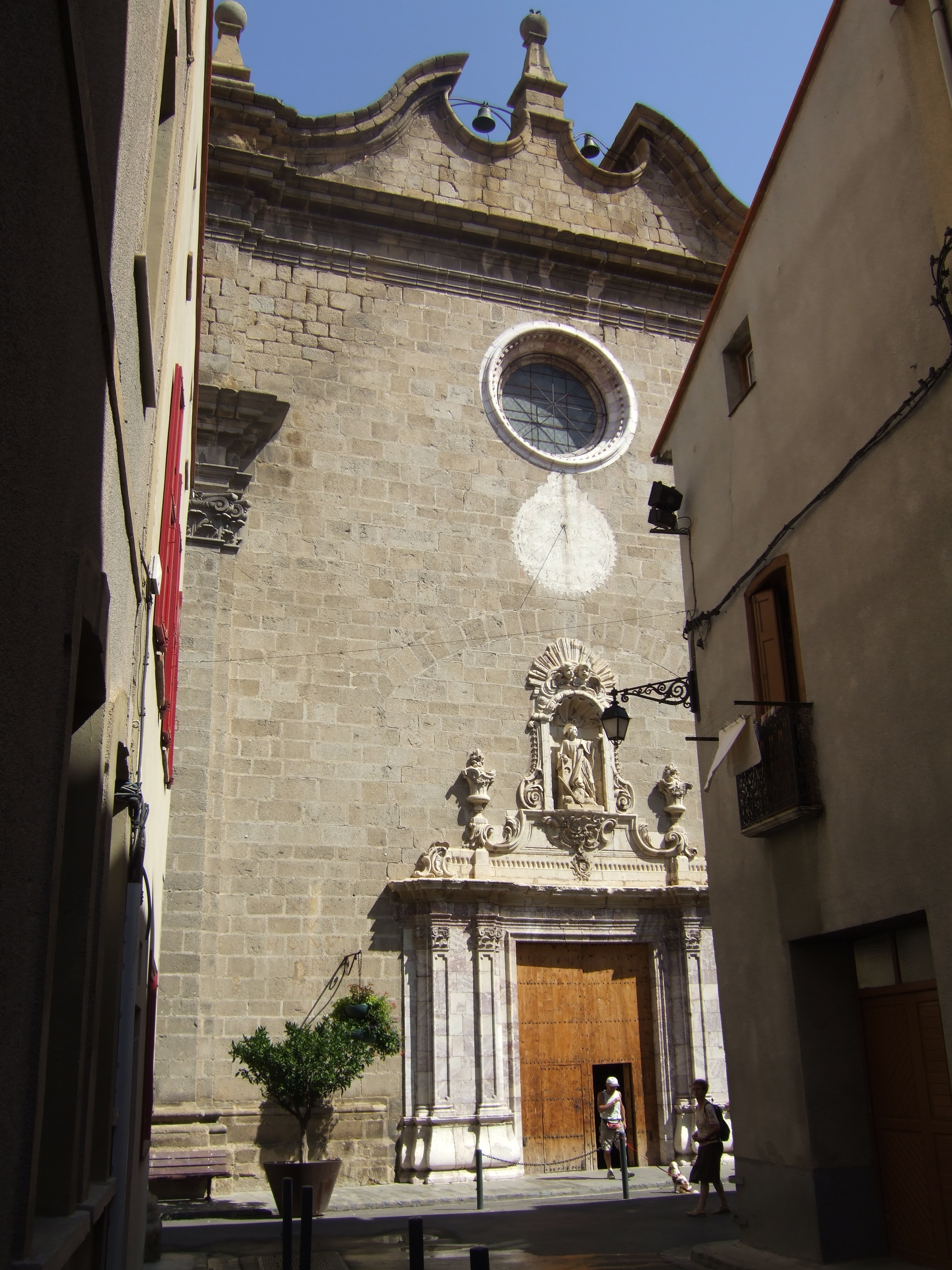
Kościół w Ille-sur-Têt, 2009

## Populacja

Populacja Ille-sur-Têt w latach 1962–2008